# Err, Pyrénées-Orientales
Err (katalanska: Er) är en kommun i departementet Pyrénées-Orientales i regionen Occitanien i södra Frankrike. Kommunen ligger i kantonen Saillagouse som tillhör arrondissementet Prades. År 2022 hade Err 714 invånare.

## Befolkningsutveckling
Antalet invånare i kommunen Err
| Referens: INSEE |